# Allsvenskan de 1990
A Primeira Divisão do Campeonato Sueco de Futebol da temporada 1990, denominada oficialmente de Allsvenskan 1990, foi a 66º edição da principal divisão do futebol sueco. O campeão foi o IFK Göteborg que conquistou seu 7º título na história da competição.

## Premiação
| Allsvenskan 1990                 |
| Sweden                           |
| -------------------------------- |
| IFK GÖTEBORG Campeão (7º título) |